# Великий Двор (Подпорожский район)
Вели́кий Двор — деревня в Винницком сельском поселении Подпорожского района Ленинградской области.

## История

### Древнейшие поселения
Близ деревни обнаружены следы стоянок первобытного человека датируемых 4—7 тыс. лет до нашей эры. При раскопках найдены относящиеся к мезолиту древние кремнёвые орудия труда: скребки, рубящие орудия. К позднему неолиту относятся найденные осколки керамики.

### До революции 1917 года
ВЕЛИКИЙ ДВОР (ГОНГИНИЧИ) — деревня при озере Крестовом, число дворов — 9, число жителей: 30 м. п., 37 ж. п.; Кожевенный завод. (1873 год)

Сборник Центрального статистического комитета описывал её так:

ВЕЛИКИЙ ДВОР — деревня бывшая государственная, дворов — 14, жителей — 80; Кожевенный завод. (1885 год)

Список населённых мест Олонецкой губернии:

ВЕЛИКИЙ ДВОР — деревня Гонгинского общества при озере Гонгинском, население крестьянское: домов — 19, семей — 19, мужчин — 44, женщин — 45; лошадей — 15, коров — 28, прочего — 36. (1905 год) 

В одной версте от деревни, в Гонгинском погосте, имелась деревянная во имя Святителя и Чудотворца Николая церковь, сгоревшая 1 августа 1842 года, заново построенная в 1849 году, сгоревшая вновь в ходе боевых действий между советскими и финскими войсками в 1941 году.
Деревня административно относилась к Юксовской волости 2-го стана Лодейнопольского уезда Олонецкой губернии.

### Советское время
С 1917 по 1921 год деревня входила в состав 2-го Гонгинского сельсовета Юксовcкой волости Лодейнопольского уезда Олонецкой губернии.
С 1922 года в составе Вознесенской волости Ленинградской губернии. Согласно областным административным данным деревня называлась Гонгиничи 2.
С 1923 года в составе Винницкой волости.
По переписи 1926 года население составляло 156 человек.
С образованием в 1927 году Винницкого национального вепсского района Ленинградской области деревня стала центром Гонгинского сельского совета в составе деревень Великий Двор, Заяцкая, Игнатовское, Сергеевская, Ермолинская, Константиновская, Спиридоновская, Савинская, Крестнозеро, Прокопьевская, Тумазы.
С 1927 года в составе Винницкого района. В 1927 году население деревни составляло 230 человек.
Согласно карте Ленинградской области Северо-западного аэрогеодезического треста ГГУ издания 1932 года деревня насчитывала 12 крестьянских дворов.
По данным 1933 года деревня Великий Двор являлась административным центром Гонгинского сельсовета Винницкого национального вепсского района, в который входил 21 населённый пункт: деревни Аникеевская, 1-я Антоновская, 2-я Антоновская, Великий Двор, Гавриловская, Заяцкая, Ивановская, 1-я Кондратовская, 2-я Кондратовская, Константиновская, Крестнозеро, Мокрушинская, Никифоровская, Новораспищенская на Бору, Новая-Оживка, Прокопьевская, Савинская, Сергеевская, Спиридоновская, Сяргозеро, Трофимовская, общей численностью населения 1633 человека. В деревне Великий Двор располагались колхозы: «Красное Озеро», имени Володарского, «Красная Звезда». После укрупнения 1950 года остался колхоз «Красная Звезда».
По данным 1936 года административным центром Гонгинского сельсовета была уже деревня Кондратьевское, в него входили 20 населённых пунктов, 290 хозяйств и 9 колхозов.

Деревня Великий Двор на карте РККА 1940 года

### Великая Отечественная война
В 1941—1944 годах во время Великой Отечественной войны на территории деревни велись боевые действия между советскими и финскими войсками. В сентябре под давлением финской армии на территорию прилегающую к деревне со стороны Подпорожья отступил сводный отряд  314-й стрелковой дивизии 7 Отдельной Армии Красной Армии. 13 октября 1941 года он был сменен 114-й стрелковой дивизией, которая заняла участок Великий Двор — Шакшозеро.
На территории окрестностей деревни сражался 102 истребительный батальон партизан и отдельные танки КВ 46-й танковой бригады. Против них сражались 17-я пехотная дивизия 6-го армейского корпуса и 5-я пехотная дивизия финской армии. Летом 1942 года 114-я дивизия сдала участок фронта,  272-я стрелковая дивизии.
Территория в окрестностях деревни полностью была освобождена 21 июня 1944 года в результате действий 99-го стрелкового корпуса, сменившего 272-ю и 114-ю стрелковые дивизии. В результате боевых действий в период войны была сожжена деревянная церковь во имя Святителя и Чудотворца Николая. В окрестностях Великого Двора были полностью уничтожены и заброшены многие деревни.

### Послевоенное время
В 1950 году произошло укрупнение колхозов в результате чего был образован колхоз «Красная Звезда», который в 1959 году вошёл в состав колхоза «имени XXI съезда КПСС».
С 1963 года в составе Лодейнопольского района.
С 1965 года в составе Винницкого сельсовета Подпорожского района.  В 1965 году население деревни составляло 27 человек.
Решением Леноблисполкома № 592 от 31 декабря 1970 года близлежащие деревни Ермолинская, Сергеевская, Спиридоновская и Савинская были объединены с деревней Великий Двор в один населённый пункт.
По данным 1973 и 1990 годов деревня Великий Двор входила в состав Винницкого сельсовета Подпорожского района.
В 1992 году колхозы Винницкого сельского поселения объединены в АОЗТ, затем ЗАО «Винницкое».
В 1997 году в деревне Великий Двор Винницкой волости проживали 26 человек, в 2002 году — 30 человек (русские — 90 %).
В 2007 году в деревне Великий Двор Винницкого СП проживали 25 человек.

## География
Находится в северо-восточной части района на автодороге 41К-712 (подъезд к дер. Гонгиничи (дер. Великий Двор)).
Расстояние до административного центра поселения — 25 км.
Расстояние до ближайшей железнодорожной станции Подпорожье — 76 км.
Находится на восточном берегу Оренженского и западном берегу Гонгинского озёр.

## Демография
| 2007 | 2010 | 2017 |
| ---- | ---- | ---- |
| 25   | ↘22  | ↘17  |

### Национальный состав
Согласно данным Всероссийской переписи населения 2021 года в деревне проживали 14 человек, из них:
 русские — 13, белорусы — 1.

## Экономика
К территории деревни прилегают земли совхоза ЗАО «Винницкое». В окрестных лесах проводится вырубка древесины.

## Транспорт
В деревню ходит маршрутный автобус из муниципального центра Винницы. В деревню ведет поворот с дороги Подпорожье — Винницы и поворот с дороги Винницы — Игнатовское.

## Дополнительно
На нынешней территории Великого Двора и в окрестностях озёр находилось 19 деревень, таких как деревни Антоновская, Константиновская, Сергеевская, Кондратовская, Савинская, Антоновская, Новорасчищенная на Бору, У Нового Озера, Прокопьевская, Сидоровская, Трофимовская, в настоящий момент заброшенных или уничтоженных.
На сельском кладбище находится воинское захоронение.

## Улицы
Закатная, Куликовая, Озёрная, Раздольная, Реликтовая.